# الثانوية الفرنسية اللبنانية في حبوش النبطية
الثانوية الفرنسية اللبنانية في حبوش النبطية هي مدرسة فرنسية تقع في مدينة حبوش, لبنان.

## الروابط الخارجية
1. ↑  "Lycée franco-libanais Habbouche-Nabatieh - Mlf." وكالة التعليم الفرنسي في الخارج. Retrieved on 17 September 2015. نسخة محفوظة 13 يونيو 2017 على موقع واي باك مشين.

- Lycée Franco-Libanais Habbouche-Nabatieh (بالفرنسية)